# Kiuruvesi järnvägsstation
Kiuruvesi järnvägsstation är en järnvägsstation i Kiuruvesi stad, i landskapet Norra Savolax i Finland. Stationen ligger vid Idensalmi–Ylivieska-banan. Vid stationen stannar dagligen alla regionaltåg mellan Ylivieska och Idensalmi.
Stationen öppnades år 1923. Stationsbyggnaden ritades av Jarl Ungern.